# Atentatul din Istanbul (2017)
Un atac armat a avut loc în clubul de noapte Reina din districtul Beşiktaş al Istanbulului în primele ore ale zilei de 1 ianuarie 2017. La momentul atacului, sute de oameni sărbătoreau trecerea în noul an. Au existat mărturii conform cărora unul sau mai mulți atacatori au intrat în club deghizați în costume de Moș Crăciun. Aceste mărturii au fost desființate de premierul turc Binali Yıldırım. Cel puțin 39 de oameni au fost împușcați mortal, iar alți 65 au fost răniți în ploaia de gloanțe.

## Context
Atacul a avut loc într-o perioadă cu măsuri sporite de securitate în oraș, pe fondul mai multor atentate teroriste în ultimele luni. Până la 17.000 de ofițeri de poliție au fost desfășurați în noaptea dintre ani pe străzile din Istanbul. Numeroase arestări și percheziții au avut loc în toată luna decembrie în tentativa de prevenire a unui eventual atentat.
Potrivit patronului clubului de noapte, măsurile de securitate au fost sporite pe parcursul precedentelor zece zile, după ce oficiali din cadrul serviciilor secrete americane au avertizat cu privire la iminența unui atac în timpul sărbătorilor de iarnă. Ulterior, ambasada Statelor Unite a negat că ar fi avut cunoștințe despre un eventual atac, respingând afirmațiile ca „zvonuri pe rețelele de socializare”.

## Atacul
Un atacator a deschis focul în club la ora locală 01:15. Acesta ar fi sosit la clubul Reina cu un taxi și ar fi tras 180 de focuri de armă. Atacatorul avea asupra sa un AK-47 și, după ce a ucis un polițist și un invitat la intrare, a pătruns în club. Imaginile video publicate pe rețelele de socializare arată un bărbat în fața intrării clubului trăgând cu arma și provocând panică. Ministrul turc de Interne, Süleyman Soylu, a declarat că autorul ar fi intrat în club îmbrăcat într-un costum de Moș Crăciun, însă ar fi părăsit clubul purtând alte haine. Pe de altă parte, premierul Binali Yıldırım respinge informațiile potrivit cărora atacatorul ar fi fost costumat în Moș Crăciun. Atacatorul și-ar fi lăsat arma în club și s-ar fi amestecat în mulțimea care fugea din club pentru a scăpa, a mai precizat premierul. Potrivit martorilor, atacatorul vorbea araba și a strigat „Allāhu akbar” în timpul atacului. Mai multe persoane au sărit în apele Bosforului pentru a scăpa din calea gloanțelor.
Pe 2 ianuarie, organizația jihadistă Stat Islamic (SI) a revendicat responsabilitatea pentru atac. „În continuarea operațiunilor binecuvântate pe care Statul Islamic le întreprinde împotriva apărătorului crucii, Turcia, un soldat eroic al califatului a lovit unul din cele mai faimoase cluburi de noapte unde creștinii își celebrau sărbătoarea apostată”, afirmă comunicatul organizației jihadiste, postat pe serviciul de mesagerie online Telegram, o metodă pe care gruparea a mai folosit-o pentru a revendica atacuri. Atacul a fost întreprins ca răspuns la un ordin al liderului SI, Abu Bakr al-Baghdadi, de a lovi Turcia, susține comunicatul.

### Victime
| Naționalitate  | Morți | Răniți | Ref.   |
| -------------- | ----- | ------ | ------ |
| Turcia         | 11    |        |        |
| Arabia Saudită | 5     | 9      | [ 14 ] |
| Liban          | 3     | 4      | [ 15 ] |
| Irak           | 3     | 0      | [ 15 ] |
| Iordania       | 2     | 6      | [ 15 ] |
| Maroc          | 2     | 4      | [ 15 ] |
| India          | 2     | 0      | [ 16 ] |
| Tunisia        | 2     | 0      | [ 14 ] |
| Kuweit         | 1     | 5      | [ 15 ] |
| Libia          | 1     | 3      | [ 15 ] |
| Israel         | 1     | 1      | [ 17 ] |
| Belgia         | 1     | 0      | [ 15 ] |
| Canada         | 1     | 0      | [ 15 ] |
| Rusia          | 1     | 0      | [ 15 ] |
| Siria          | 1     | 0      | [ 15 ] |
| Franța         | 0     | 4      | [ 18 ] |
| Azerbaidjan    | 0     | 2      | [ 19 ] |
| Bulgaria       | 0     | 1      | [ 20 ] |
| Moldova        | 0     | 1      | [ 21 ] |
| Statele Unite  | 0     | 1      | [ 22 ] |
| Neidentificați | 2     | 24     |        |
| Total          | 39    | 65     |        |

La momentul atacului, în jur de 700–800 de persoane sărbătoreau Revelionul în club. Dintre cei 39 de oameni care au murit în timpul atacului, cel puțin 27 erau străini – o reflectare a aerului cosmopolit al clubului. Printre cei decedați se numără o israeliană de 19 ani, trei indieni, trei libanezi, o femeie cu dublă cetățenie franco-tunisiană și soțul ei tunisian, un național belgian, un cetățean din Kuweit, un canadian, un sirian, trei irakieni, un libian, doi marocani, un rus și cel puțin cinci saudiți. Paznicul ucis la intrarea în club a fost identificat ca Fatih Çakmak. Bărbatul era de serviciu pe Arena Vodafone în seara de 10 decembrie 2016, când a avut loc meciul de fotbal dintre Beşiktaş și Bursaspor. Atunci, două mașini-capcană au explodat în apropierea stadionului, deflagrațiile ucigând 37 de polițiști și 8 civili.

## Autor
Cu toate că mărturii publicate în presa turcă vorbesc de până la trei atacatori, poliția insistă că ei caută doar unul. Cotidianul Hürriyet afirmă că bărbatul, dat în urmărire, este suspectat de legături cu SI și ar putea fi de origine kârgâză sau uzbekă.
Pe 3 ianuarie, presa turcă a publicat „o înregistrare selfie” cu un bărbat despre care scrie că este autorul atacului de la clubul Reina. Imaginile îl arată pe presupusul terorist filmându-se în Piața Taksim. Autorul atacului se numește Lakhe Mașrapov, are 28 de ani și este originar din Kârgâzstan. El ar fi ajuns în orașul turc Konya împreună cu soția sa și doi copii. Potrivit Hürriyet, soția sa a fost arestată și ar fi declarat că nu știa ca soțul ei e simpatizant ISIS. Același cotidian notează că bărbatul a luptat în Siria în numele ISIS, motiv pentru care pare să fi avut „o bună cunoaștere a armelor de foc”. Jurnalistul Abdulkadir Selvi de la Hürriyet scria că atacatorul, antrenat pentru lupta urbană, a fost „special selectat” pentru a comite atentatul din clubul de noapte Reina.

## Reacții

### Naționale
Guvernatorul Istanbulului, Vasip Șahin, a catalogat incidentul drept atac terorist. Guvernul turc a ordonat cenzura temporară a mass-mediei, invocând temeri legate de securitate și ordinea publică.
Președintele turc Recep Tayyip Erdoğan a condamnat dur atacul, spunând că Turcia va lupta până la capăt împotriva tuturor formelor de atac ale grupărilor teroriste și susținătorilor acestora. De altfel, Turcia face parte din coaliția internațională care bombardează pozițiile jihadiștilor Statului Islamic din Siria și Irak.

### Internaționale
- În fața a 50.000 de oameni, adunați în Piața Sf. Petru pentru a-i asculta discursul în cadrul slujbei tradiționale, Papa Francisc a condamnat atacul și i-a îndemnat pe liderii mondiali să conlucreze în lupta împotriva „plăgii terorismului”.[33]